# 秃苦灭
秃苦灭（蒙古语轉寫：Tükme），汉文史籍如《元史》中记作禿苦滅、禿曲滅，《史集》等波斯语史料记作脱克篾（羅馬化：tūkme），蒙古帝国皇族，成吉思汗之孙贵由的孙子。他与海都之子斡罗思等人一起，作为窝阔台汗国（海都兀鲁思）残余势力中最后一批坚持与元朝、察合台汗国为敌的人物而闻名。

## 生平
《史集》记载秃苦灭为第三代大汗贵由的后裔，但其谱系在不同写本中存在差异。多数写本称其为“贵由长子忽察·斡忽勒的长子”，部分写本则记为“贵由末子禾忽的孙子”，并提到“与察八儿争权的秃苦灭”，因此其具体属于贵由家族哪一支系尚无定论。《元史》本纪和列传中提及“秃苦灭”或“秃曲灭”，但《元史·卷107·宗室世系表》未列其名。
13世纪后半叶至14世纪初，中亚地区被窝阔台家族的海都统一，与拖雷家族统治的元朝、旭烈兀伊儿汗国形成对立。秃苦灭作为海都治下窝阔台汗国的窝阔台系王族，被认为是13世纪末至14世纪初该政权内贵由家族的代表人物。史料中首次出现其活动记录是至元十七年（1280年）七月，他劫掠了高昌回鹘，忽必烈为此免除当地三年赋税。大德元年（1297年），他率三万军队与其他诸王入侵亦必兒失必兒地区（鄂毕河流域，今西西伯利亚平原），与元军交战，被阿速军团首领玉哇失击败撤退。
大德五年（1301年），海都率大军进攻元朝的蒙古高原，遭海山率领的元军阻击，因战伤去世。海都死前指定其子斡罗思继位，但长期受海都控制的察合台家族都哇支持海都庶长子察八儿，并于大德七年（1303年）助其在额敏河即位。对此强烈反对的包括法定继承人斡罗思、斡罗思之妹忽秃伦，以及贵由家族的秃苦灭。都哇拥立察八儿的目的是制造窝阔台家族内乱以削弱其势力，使察合台家族取而代之掌控窝阔台汗国，而窝阔台家族的内斗正遂其愿。
大德八年（1304年），都哇与元朝单独议和，导致察八儿、秃苦灭等窝阔台系诸王在准噶尔盆地陷入孤立。大德十年（1306年）七月，海山率元军越过阿尔泰山进攻窝阔台系领地，额尔齐斯河之战，除察八儿和秃苦灭外，窝阔台系的闊出曾孙阿魯灰、合丹子也孫禿阿、滅里子禿满等诸王几乎全部被俘。同年八月，秃苦灭反攻阿尔泰山元军失利，窝阔台汗国在准噶尔盆地的统治被瓦解。
败逃的察八儿等人向察合台汗国投降，都哇在库纳斯草原召开忽里台大会废黜察八儿，确立了察合台家族对中亚的统治。但都哇于大德十一年（1307年）去世，其子宽阇继位一年后猝死，远亲塔里忽即位，引发其与都哇遗孤的内战。察八儿、秃苦灭、斡罗思等窝阔台残部趁机起兵，一度击败继位的怯别。元廷察觉其动向，继位的海山派驻漠北的月赤察儿于至大元年（1308年）上奏称秃苦灭等人“怀有二心，将为国患”，请求支援与窝阔台残部对立的都哇遗孤，获批准。怯别军在元军支持下，成功击败察八儿、秃苦灭。察八儿越伊犁河逃亡元朝，秃苦灭被怯别军追杀。至此，窝阔台家族彻底丧失在中亚的权益。